# Palimbang, Sultan Kudarat
Palimbang là một đô thị hạng 3 ở tỉnh Sultan Kudarat, Philippines. Theo điều tra dân số năm 2000, đô thị này có dân số 43.742 người trong 8.191 hộ.

## Các đơn vị hành chính
Palimbang được chia thành 40 barangay.
| - Akol - Badiangon - Baliango - Balwan (Bulan) - Bambanen - Baranayan - Barongis - Batang-baglas - Butril - Colobe - Tagadtal - Datu Maguiales - Domolol - Kabuling - Kalibuhan | - Kanipaan - Kidayan - Kiponget - Kisek - Kraan - Kulong-kulong - Langali - Libua - Ligao - Lopoken (Lepolon) - Lumitan - Maganao - Maguid | - Malatuneng (Malatunol) - Malisbong - Medol - Milbuk - Mina - Molon - Namat Masla - Napnapon - Poblacion - San Roque - Tibuhol (East Badiangon) - Wal - Wasag |